# Almirante

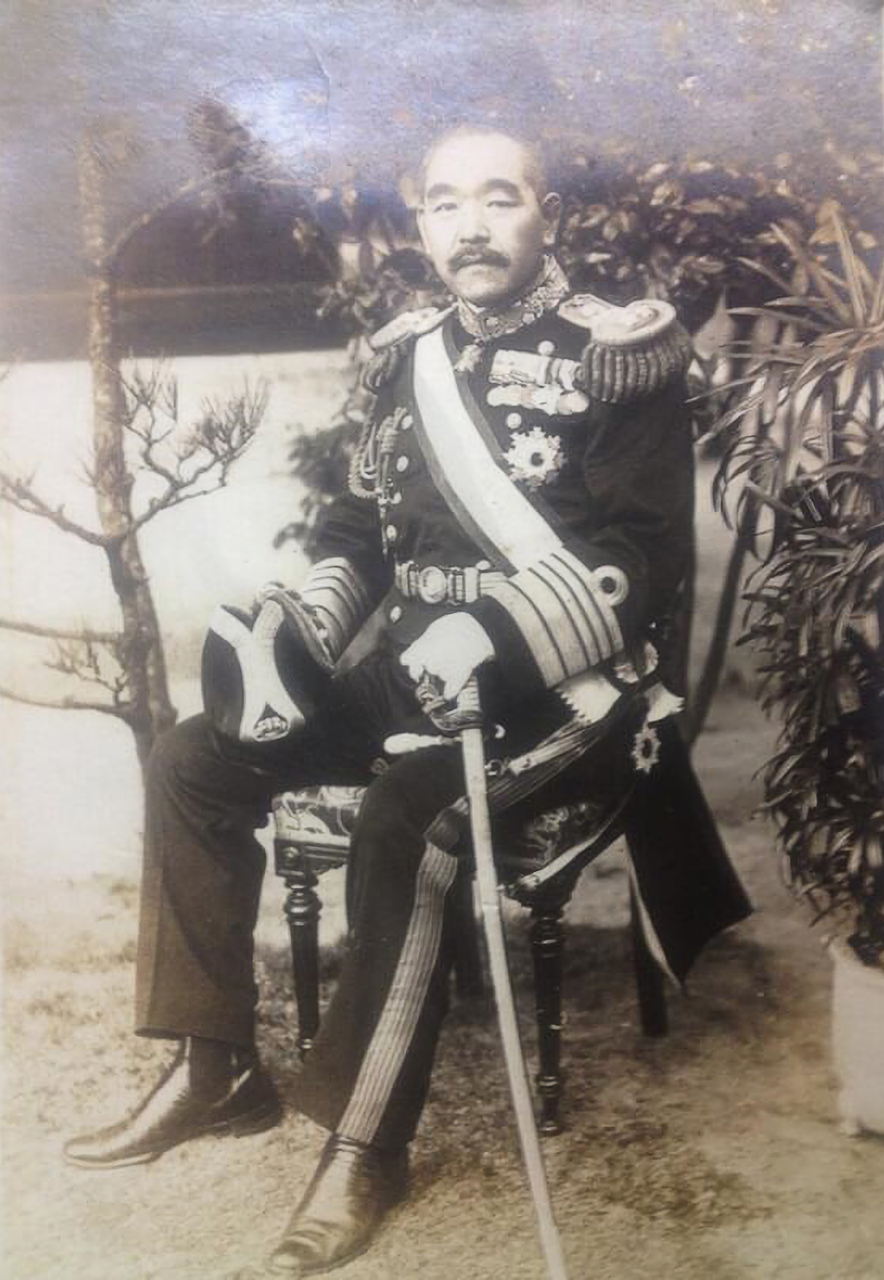
Kantaro Suzuki, almirante japonês

Almirante (derivado do árabe: amir-al-bahr أمير البحر, "comandante do mar, que significa chefe de um conjunto de navios") é a designação genérica da mais alta patente de oficial general nas forças navais de muitos países. Normalmente, como patentes inferiores de oficial general existem os postos de vice-almirante e de contra-almirante.
O posto de almirante veio substituir o antigos posto de general de galés, cabdel das galés ou cabdel dos navios, que existiam nas marinhas de alguns dos estados medievais europeus.
Nas forças navais de diversos países, a designação "almirante" é também é utilizada num sentido mais lato, como forma genérica de tratamento de todos os oficiais generais, independentemente do posto que detenham.
Em certos países, a patente de almirante é apenas uma dignidade honorífica. Nesses países, a mais alta patente naval efetiva, assume designações como: "tenente-almirante", "almirante de esquadra" ou "vice-almirante".
Nos países onde a mais alta patente naval efetiva é a de almirante, existe frequentemente uma patente superior atribuída apenas como dignidade honorífica, que assume designações como: "almirante da Armada", "almirante da Frota", "grande almirante" ou "almirante-general".

## Insígnias e distintivos em vários países

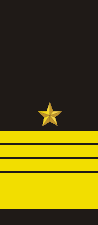
Marinha Alemã (Admiral)
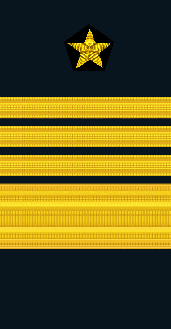
Armada do Chile (Almirante)
Marinha Francesa (Amiral)
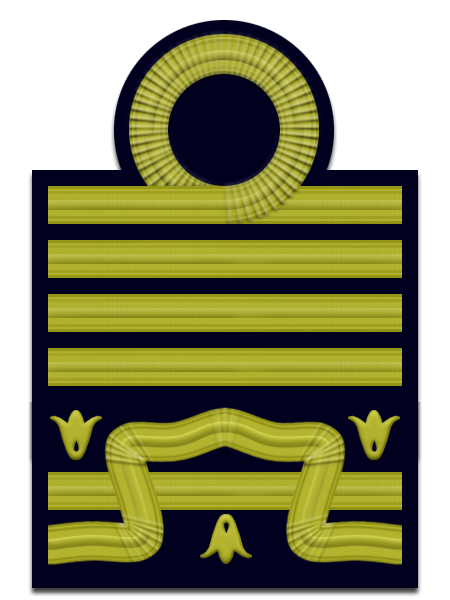
Marinha Italiana (Ammiraglio)
Almirante da Marinha Portuguesa

## Portugal

### Almirante de Portugal
Almirante de Portugal ou Almirante do Reino era um alto cargo e um título da Coroa de Portugal. O cargo foi criado pelo Rei D. Dinis, no século XIII com a função de exercer o comando da Armada Real. Para primeiro titular do cargo foi nomeado Manuel Pessanha.
Mais tarde, ao cargo de Almirante de Portugal deixou de estar associado o exercício da função efetiva de comando naval. Passou a ser um título meramente honorífico e hereditário, detido pelos condes de Resende desde o início do século XVIII.

### Almirante-general
Posto introduzido em 1808, para ser atribuído ao comandante-chefe da Marinha de Guerra. Ao almirante-general estavam atribuídas funções semelhantes às do antigo cargo de capitão-general da Armada Real dos Galeões de Alto Bordo do Mar Oceano que havia sido extinto em 1796 e cujas funções haviam passado para o Conselho do Almirantado. Era equivalente ao posto de marechal-general do Exército. O posto foi atribuído apenas ao infante D. Pedro Carlos de Bragança, sobrinho de D. Maria I, sendo extinto com a morte deste em 1812.
Em 1868, a patente de almirante-general foi reintroduzida como posto privativo e honorífico do Rei de Portugal na sua função de chefe supremo das forças navais. Na condição de Monarcas, foram detentores deste posto os Reis D. Luís I (1868-1889), D. Carlos I (1889-1908) e D. Manuel II (1908-1910).

### Almirante da Armada
Designação introduzida em 1977, no âmbito da reestruturação das designações dos postos de oficial general da Marinha de Guerra. O novo posto de almirante da Armada substituiu o antigo posto de almirante, como a mais elevada patente da Armada. Por sua vez a designação "almirante" foi atribuída ao posto de oficial general de quatro estrelas, até então designado "vice-almirante". O posto de almirante da Armada é apenas uma dignidade honorífica - equivalente a marechal no Exército e na Força Aérea - para ser atribuída aos almirantes e vice-almirantes como recompensa por altos serviços prestados à Nação.

### Almirante
Atualmente, na Marinha de Guerra Portuguesa, almirante é a patente mais elevada de oficial general no ativo, equivalente ao posto de general (4 estrelas) no Exército e na Força Aérea. Só é concedida a patente de almirante aos oficiais que exercem (ou exerceram) os cargos de Chefe do Estado-Maior-General das Forças Armadas ou de Chefe do Estado-Maior da Armada.
O posto de almirante foi introduzido em 1797 como a mais alta patente da Armada Real, equivalente à de marechal e à de general no Exército. Em 1866 tornou-se uma mera dignidade honorífica, tal como a de marechal do Exército. Em 1977 voltou a ser a mais alta patente de oficial general da Marinha no ativo.
Como postos de oficiais generais, na Armada Portuguesa, também existem as patentes de vice-almirante - equivalente a tenente-general no Exército e Força Aérea - contra-almirante - equivalente a major-general - e comodoro - equivalente a brigadeiro-general.
O tratamento genérico de "almirante" é concedido a todos os almirantes da Armada, almirantes, vice-almirantes e contra-almirantes.

### Evolução dos postos de oficial general na Marinha de Guerra
| Código NATO | 1761                                                                     | 1789                           | 1797                  | 1866                  | 1911             | 1953             | 1977                    | Desde 1999              |
| ----------- | ------------------------------------------------------------------------ | ------------------------------ | --------------------- | --------------------- | ---------------- | ---------------- | ----------------------- | ----------------------- |
| OF-10       | Capitão-general da armada real dos galeões de alto bordo do mar e oceano | Capitão-general da armada real | Almirante-general (1) | Almirante-general (2) | -                | -                | -                       | -                       |
| OF-10       | Almirante do Reino                                                       | Almirante                      | Almirante             | Almirante (3)         | Almirante (3)    | Almirante (3)    | Almirante da Armada (3) | Almirante da Armada (3) |
| OF-9        | -                                                                        | Vice-almirante                 | Almirante             | -                     | Vice-almirante   | Vice-almirante   | Almirante               | Almirante               |
| OF-8        | -                                                                        | Tenente-general                | Vice-almirante        | Vice-almirante        | Contra-almirante | Contra-almirante | Vice-almirante          | Vice-almirante          |
| OF-7        | Marechal-de-campo com exercício na marinha                               | Chefe de esquadra              | Chefe de esquadra     | Contra-almirante      | -                | Comodoro         | Contra-almirante        | Contra-almirante        |
| OF-6        | Coronel do Mar                                                           | Chefe de divisão               | Chefe de divisão      | -                     | -                | -                | -                       | Comodoro                |

(1) Existente apenas entre 1808 e 1812.
(2) Reintroduzido em 1868, como dignidade honorífica privativa do Rei.
(3) Dignidade honorífica.

### Distintivos dos oficiais generais da Marinha Portuguesa

Almirante da Armada (manga)
Almirante (manga)
Vice-almirante (manga)
Contra-almirante (manga)
Comodoro (manga)
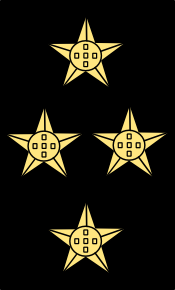
Almirante da Armada (ombro)
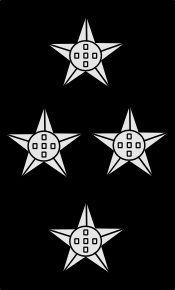
Almirante (ombro)
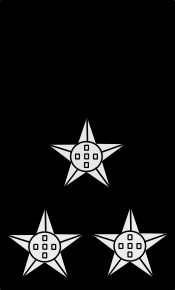
Vice-almirante (ombro)
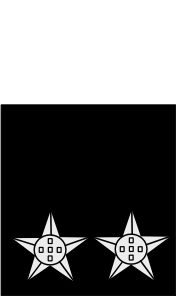
Contra-almirante (ombro)
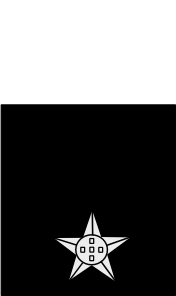
Comodoro (ombro)

### Bandeiras de comando dos almirantes da Marinha Portuguesa

Almirante Chefe do Estado-Maior da Armada
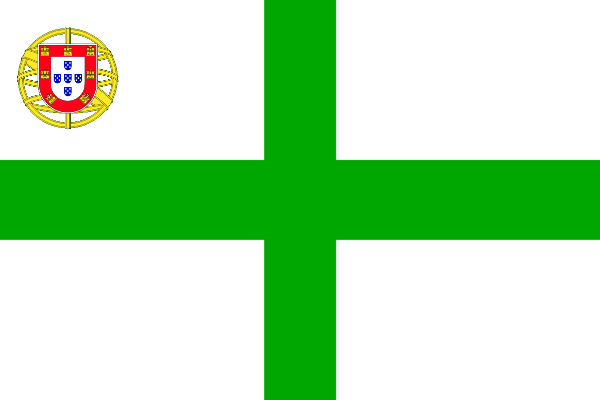
Almirante da Armada
Almirante

## Brasil
Em tempos de paz, a Marinha do Brasil possui três postos com grau de almirantado (do mais alto ao mais baixo):
- Almirante de Esquadra
- Vice-Almirante
- Contra-Almirante

Em períodos excepcionais, quando há guerras, é criado um posto superior aos anteriores, designado apenas como almirante - equivalente ao posto de marechal do Exército e marechal do Ar da Aeronáutica.

### Insígnias de platina dos Almirantes da Marinha do Brasil

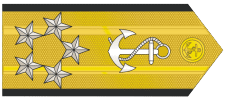
Almirante
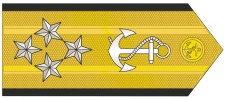
Almirante de Esquadra
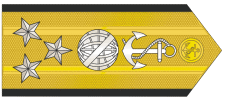
Vice-Almirante
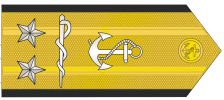
Contra-Almirante